# ハンビットユビキタスエンターテインメント
株式会社ハンビットユビキタスエンターテインメント（Hanbit Ubiquitous Entertainment、略称HUE）は、かつて存在した日本の企業。オンラインゲームの運営を主な業務としていた。
韓国のパブリッシャー企業であるハンビットソフト（英語版）と日本の電機メーカーである日立製作所の共同出資により2004年12月27日に設立。ハンビットソフトの企業グループであるハンビットソフトグループの連結決算対象子会社として位置づけられている。
アイテム課金によるオンラインゲームのほか、ポータルサイトとして「ハンビットステーション」を運営している。アカウントは一元管理されており、一度取得すればHUEが運営する他のゲームでも使用可能としていた。

## ゲーム

### 過去
- WYD2 (2006年2月3日正式サービス開始[1]、2013年2月27日サービス終了[2]) ※韓JoyImpact開発
- ネオスチーム (2006年10月19日正式サービス開始[3]、2010年2月10日サービス終了[4]) ※韓Studio Mars開発
- POKIPOKI (2008年7月24日β無しサービス開始[5]、2010年9月30日サービス終了[6]) ※韓Neoact開発

3Dコミュニティサービス
- X-BEAT (旧X3、2008年9月26日運営移管[7]、2016年3月31日サービス終了) ※韓T3エンターテイメント開発

ネクソンジャパンによりダンシングパラダイスとして運営されていた音楽ゲーム。HUEは日本運営の第3番目。
- 戦場のエルタ ロード オブ マーシャル (旧AIKA ONLINE、2009年12月10日正式サービス開始[8]、2014年12月5日サービス終了) ※韓JoyImpact開発
- HELLGATE (2010年12月10日正式サービス開始[9]、2013年2月27日サービス終了[2])
- マイオーディション (2012年9月19日正式サービス開始[10]、2014年12月5日サービス終了) ※韓T3エンターテイメント開発
- FCマネージャー (2014年3月12日正式サービス開始[11]、2016年12月7日サービス終了) ※韓T3エンターテイメント開発
- はがねオーケストラ (2016年10月8日サービス開始、2018年5月31日サービス終了[12]) ※TeamPSG開発
- グラナド・エスパダ (2006年7月21日正式サービス開始[13]、2020年3月2日サービス終了・移管[14]) ※韓IMC Games開発

## トラブル
2010年1月、同社が運営するオンラインゲーム「エイカオンライン（Aika Online）」をプレイしていたユーザの1人がアカウント凍結処分になった際、当該ユーザーは処分経緯を聞くためにメールで何度か問い合わせをしたが「処分内容は明かせません」という回答しか得られなかった為、当該ユーザーがハンビット社に電話したところ、その際に女性オペレーターが当該ユーザーに対し暴言に近い態度で応対した。そのユーザが電話を掛けた先は人材採用担当部署であり、対応した女性もゲームのサポートには全く関係無い。このユーザはその後、電話応対の内容を動画共有サービス上に公開し、ニュースサイトでとりあげられた上、ハンビットのTOPページに謝罪文が掲載される。しかし、同社タイトルであるアークサイン運営ブログでは、「祭り」とされ、エイカオンライン以外のタイトルでは謝罪は行われていない。なお、「当該の女性オペレーターは、社内処分を受けた」と伝わっているが、実際には処分はなく、別の個人的な理由で辞めている。なお、凍結されたユーザの処分された経緯に関してはRMT業者疑惑のため運営が監視していたキャラから大量のゲーム内通貨を受け取ったのが原因であった。